# Бєлєнька Діна Вадимівна
Діна Вадимівна Бєлєнька (рос. Дина Вадимовна Беленькая, 22 грудня 1993, Санкт-Петербург) — російська шахістка, майстер спорту Росії з шахів, гросмейстер серед жінок (2016). Тренер.
Чемпіонка Росії 2015 року зі швидких шахів у команді. Найвищий рейтинг Діни Бєлєнької — 2364 (лютий 2019).

## Біографія
Діна Бєлєнька народилася у Санкт-Петербурзі, навчилася грати у шахи у віці 3 років завдяки своїй мамі.
У 2018 році закінчила Санкт-Петербурзький державний політехнічний університет.
Діна вільно володіє російською, англійською, французькою та німецькою мовами.

## Шахова кар'єра
Професійна шахова кар'єра Бєлєнької почалася в 2011 році в Іваново (Росія), коли у віці 17 років вона виграла Першу російську лігу, набравши 8 очок з 9 і досягнувши турнірного рейтингу 2549 — на одне очко менше за норму гросмейстера. У тому ж році в Авуані (Франція) Діна побила цей рекорд, посівши третє місце в одному з турнірів. Діна набрала 7 очок з 9, обігравши чотирьох міжнародних майстрів і досягла турнірного рейтингу 2557.
У березні 2014 року вона увійшла до резервного складу збірної Росії з шахів.
У березні 2015 року Діна виграла чемпіонат Санкт-Петербургу з шахів. Вона виборола цей титул вдруге у 2018 році.
Після дуже сильного виступу на шаховому фестивалі в Кондомі (2015) у вересні 2016 року Бєлєнька отримала звання гросмейстера серед жінок. За цією перемогою був успіх на Moscow Open 2017 (секція B), де вона посіла 3-тє місце; кількість набраних там очок було достатнім для того, щоб пройти кваліфікацію на Кубок Росії.
Найкращий виступ Бєлєнької відбувся в лютому 2018 року, коли вона на турнірі Bunratty Masters open у 2018 році у Бунратті обіграла Люка Макшейна, переможця британського нокаут-турніру з рейтингом 2643, використавши дебют чотирьох коней (C47). У березні того ж року вона провела сеанс одночасної гри на 28 дошках для гравців-аматорів у турнірі, організованому Французькою шаховою федерацією і виграла 24 партії.
У жовтні 2018 року у складі шахового клубу SSHOR посіла 4-е місце на Клубному кубку Європи у Порто-Карасі (Греція).
У квітні 2019 року вона посіла 22-е місце на чемпіонаті Європи з шахів серед жінок у турецькій Анталії і пройшла кваліфікацію на Кубок світу з шахів серед жінок 2020 року.

## Досягнення
- Чемпіонка Санкт-Петербургу серед жінок (2015, 2018), бронзовий призер (2010, 2014), срібний призер (2016);
- Бронзовий призер Першості Росії серед юніорок (2013);
- Переможниця першої ліги чемпіонату Росії (2011);
- Призер командного чемпіонату Росії серед жінок у складі збірної Санкт-Петербургу (2015, 2016, 2017) з класичних шахів та швидких шахів, чемпіонка Росії у складі збірної команди Санкт-Петербурга з бліцу (2016), 7 місце у клубному чемпіонаті Європи у складі збірної команди СПб (2016);
- Бронзова медаль на фіналі кубка Росії серед жінок (2017), бронзова медаль в етапі кубка Росії серед жінок — Moscow Open (2017);
- Багаторазова чемпіонка Санкт-Петербурга серед ВНЗ у складі команди СПДПУ[3].

## Зміни рейтингу
| На цьому місці має відображатися графік чи діаграма, однак з технічних причин його відображення наразі вимкнено. Будь ласка, не видаляйте код, який викликає це повідомлення. Розробники вже працюють для того, щоби відновити штатне функціонування цього графіка або діаграми. | |
| | На цьому місці має відображатися графік чи діаграма, однак з технічних причин його відображення наразі вимкнено. Будь ласка, не видаляйте код, який викликає це повідомлення. Розробники вже працюють для того, щоби відновити штатне функціонування цього графіка або діаграми. |